# 2005 PM21
2005 PM21, também escrito como 2005 PM21, é um objeto transnetuniano que está localizado no Cinturão de Kuiper, uma região do Sistema Solar. Este corpo celeste é classificado como um provável cubewano. Ele possui uma magnitude absoluta de 6,6 e tem um diâmetro estimado com 211 km. O astrônomo Mike Brown lista este corpo celeste em sua página na internet como um candidato a possível planeta anão.

## Descoberta
2005 PM21 foi descoberto no dia 8 de agosto de 2005.

## Órbita
A órbita de 2005 PM21 tem uma excentricidade de 0,135 e possui um semieixo maior de 43,678 UA. O seu periélio leva o mesmo a uma distância de 37,781 UA em relação ao Sol e seu afélio a 49,575 UA.